# Campionati del mondo di ciclismo su strada 1989
I Campionati del mondo di ciclismo su strada 1989 si disputarono a Chambéry, in Francia.
Furono assegnati cinque titoli:
- Prova in linea femminile, gara di 74,1 km
- Cronometro a squadre femminile
- Prova in linea maschile Dilettanti, gara di 185,2 km
- Cronometro a squadre maschile, gara di 100 km
- Prova in linea maschile Professionisti, gara di 259,35 km

## Medagliere
| Pos.   | Nazione          | Oro | Argento | Bronzo | Totale |
| ------ | ---------------- | --- | ------- | ------ | ------ |
| 1      | Francia          | 1   | 2       | 2      | 5      |
| 2      | Unione Sovietica | 1   | 1       | 1      | 3      |
| 3      | Polonia          | 1   | 1       | 0      | 2      |
| 4      | Stati Uniti      | 1   | 0       | 0      | 1      |
| 4      | Germania Est     | 1   | 0       | 0      | 1      |
| 6      | Italia           | 0   | 1       | 1      | 2      |
| 7      | Irlanda          | 0   | 0       | 1      | 1      |
| Totale | Totale           | 5   | 5       | 5      | 15     |

## Sommario degli eventi
| Eventi                        | Oro                                                         | Tempo                      | Argento                                             | Tempo | Bronzo                                                  | Tempo |
| Uomini Professionisti         |                                                             |                            |                                                     |       |                                                         |       |
| Gara in linea dettagli        | Greg LeMond Stati Uniti                                     | 6h45'59" Media 38,329 km/h | Dmitrij Konyšev Unione Sovietica                    | s.t.  | Sean Kelly Irlanda                                      | s.t.  |
| Uomini Dilettanti             |                                                             |                            |                                                     |       |                                                         |       |
| Gara in linea dettagli        | Joachim Halupczok Polonia                                   | ?                          | Éric Pichon Francia                                 | ?     | Christophe Manin Francia                                | ?     |
| Cronometro a squadre dettagli | Germania Est Boden, Kummer, Landsmann, Schur                | ?                          | Polonia Halupczok, Jaskuła, Leśniewski, Sypytkowski | ?     | Unione Sovietica Galkin, Klimov, Manujlov, Zagrebel'nyj | ?     |
| Donne                         |                                                             |                            |                                                     |       |                                                         |       |
| Gara in linea dettagli        | Jeannie Longo Francia                                       | ?                          | Catherine Marsal Francia                            | ?     | Maria Canins Italia                                     | ?     |
| Cronometro a squadre dettagli | Unione Sovietica Kibardina, Melëchina, Poljakova, Zilporytė | ?                          | Italia Bandini, Bonanomi, Canins, Galli             | ?     | Francia Cantet, Marsal, Odin, Simonnet                  | ?     |